# Orion Airways
Orion Airways war eine auf dem Flughafen East Midlands ansässige britische Fluggesellschaft, die im Jahr 1989 mit Britannia Airways fusioniert wurde.

## Geschichte
Orion Airways wurde am 28. November 1978 als Tochterunternehmen des britischen Reiseveranstalters Horizon Travel gegründet. Die Gesellschaft war auf dem Flughafen East Midlands beheimatet. Die Aufnahme des Flugbetriebs erfolgte am 18. März 1980 mit drei Boeing 737-200 von den Flughäfen Birmingham, London-Luton, Manchester und East Midlands. Überwiegend führte Orion Airways IT-Charterflüge in den Mittelmeerraum sowie nach Portugal und zu den Kanarischen Inseln durch, daneben auch Gelegenheitsdienste (Ad-hoc-Charter) innerhalb Westeuropas. Im Frühjahr 1981 ergänzten drei weitere Boeing 737-200 die Flotte. Im September 1981 konnte die Gesellschaft den millionsten Fluggast befördern. Mit der Auslieferung ihrer ersten Boeing 737-300 am 29. Januar 1985 wurde Orion Airways zum Erstbetreiber dieses Flugzeugtyps außerhalb der USA.
In Ergänzung zum Charterflugbetrieb beantragte das Unternehmen Mitte der 1980er-Jahre Linienflugrechte auf Strecken von Großbritannien nach Spanien und erhielt diese im Jahr 1986 genehmigt. Der Linienflugverkehr wurde mit Beginn des Winterflugplans 1986 aufgenommen. Im April 1987 erwarb die Gesellschaft zwei Großraumflugzeuge des Typs Airbus A300 von der Lufthansa, die auf den Hauptstrecken, insbesondere nach Palma de Mallorca, zum Einsatz kamen.
Der Reiseveranstalter Horizon Travel, Eigentümer der Orion Airways, wurde im Oktober 1988 von der Thomson Travel Group übernommen, die ihrerseits in Besitz der Charterfluggesellschaft Britannia Airways war. Infolge der Übernahme wurde Orion Airways am 26. Januar 1989 in Britannia Airways integriert.

## Flotte
- Airbus A300-B4
- Boeing 737-200
- Boeing 737-300